# Maureen O'Brien
Maureen O'Brien, född 29 juni 1943 i Liverpool, är en brittisk författare och skådespelare.

## Fotnoter
1. ↑  Discogs, Discogs artist-ID: 1195995, läst: 9 oktober 2017.[källa från Wikidata]